# Lord-lieutenant de Shetland
Ceci est une liste de personnes qui ont servi comme lord-lieutenant de Shetland. L'office a été créé lorsque le Lord Lieutenant d'Orkney and Shetland a été divisé en 1948.
- Sir Arthur Nicolson 8 avril 1948 – 25 avril 1952
- Sir Basil Hamilton Hebden Neven-Spence 21 juillet 1952 – 1963
- Robert Hunter Wingate Bruce 5 juillet 1963 – 1982
- Magnus Macdonald Shearer 6 octobre 1982 – 1994
- John Hamilton Scott 21 avril 1994 – présent